# Świneczka
Świneczka (Porcula) – rodzaj ssaków z podrodziny świń (Suinae) z obrębie rodziny świniowatych (Suidae). 

## Rozmieszczenie geograficzne
Rodzaj obejmuje jeden żyjący współcześnie gatunek występujący w północno-wschodnich Indiach.

## Morfologia
Długość ciała (bez ogona) 55–71 cm, długość ogona 2,5 cm, wysokość w kłębie około 25 cm; masa ciała 6,6–9,7 kg. 

## Systematyka
Rodzaj zdefiniował w 1847 roku etnolog i zoolog Brian Houghton Hodgson w artykule zatytułowanym O nowej formie świni dzikiej lub Suidæ, opublikowanym w czasopiśmie „The Journal of the Asiatic Society of Bengal”. Gatunkiem typowym jest (oznaczenie monotypowe) świneczka karłowata (P. salvania).

### Etymologia
Porcula (Porculia): łac. porca ‘świnia’; przyrostek zdrabniający -ula.

### Podział systematyczny
Do rodzaju należy jeden występujący współcześnie gatunek:
- Porcula salvania Hodgson, 1847 – świneczka karłowata

Opisano również plejstoceński wymarły gatunek z Jawy:
- Porcula sangiranensis (von Koenigswald, 1963)